# 경제적 진보주의
경제적 진보주의 (Economic progressivism)는 사회 정의에 뿌리를 두고 정부의 규제, 사회 보호 및 공공재의 유지를 통해 인간의 삶의 질을 개선시키려는 사상을 의미한다. 경제적 진보주의는 경제적 입장에서의 진보적 입장에 국한되기 때문에 이러한 입장은 사회보수주의에 해당하는 이념과도 쉽게 결합할 수 있다. 반면 경제적 진보주의는 사회자유주의에 해당하는 이념과도 종종 결합했는데 경제적 진보주의가 사회자유주의와 결합된 사례로는 1930년대 전반에 걸쳐 시행된 뉴딜 정책이 있다.

## 같이 보기
- 진보적 민주주의
- 경제적 자유주의
- 현대자유주의

## 관련 인물 및 단체
- 미국 민주당
- 미국 민주사회주의자들
- 알렉산드리아 오카시오 코르테스
- 엘리자베스 워런
- 버니 샌더스